# Политические партии Сербии
Политические партии Сербии — политические организации (объединения), действующие на территории Сербии. По результатам парламентских выборов 2022 года в Скупщине Сербии представлены 34 партии, включая партии этнических меньшинств. Пять из них обладают 10 и более мандатами.
Для современной Сербии характерна развитая многопартийная система. Активно действует 55 политических партий и 56 партий этнических меньшинств. Обилие партий национальных меньшинств во многом объясняется особенностями сербского законодательства, которое предоставляет им ряд льгот по сравнению с обычными партиями. Для регистрации обычной политической партии требуется предоставить не менее 10 тысяч подписей избирателей, в то время как организаторам партии этнического меньшинства хватает всего лишь одной тысячи подписей. Партиям национальных меньшинств не требуется платить налог. Кроме того, для партий этнических меньшинств предусмотрен сниженный заградительный барьер. В то время как обычным партиям требуется набрать более 5 % голосов избирателей для получения мандатов, партиям национальных меньшинств для избрания одного депутата в скупщину на выборах в 2012 году достаточно было получить около 13,5 тысяч голосов (приблизительно около 0,3 %).

## История
Партийную историю Сербии начиная с 1990 года, когда после многолетнего правления коммунистов вернулась многопартийность, можно поделить на три периода. Первый, с 1990 по 2000, характеризуется доминированием экс-коммунистов во главе со Слободаном Милошевичем. Второй, с 2000 и по 2012, можно назвать временем проевропейских сил, которые неизменно получали большинство в парламенте, даже несмотря на лидерство ультранационалистов Воислава Шешеля. С 2012 и по сегоднишний день продолжается доминирование умеренных националистов Александра Вучича.
Долгое время в Сербии, являвшейся одной из республик Югославии, была однопартийная система. В сентябре 1990 года была принята новая Конституция Сербии, которая провозгласила многопартийность. В декабре того же 1990 года впервые за много лет прошли многопартийные выборы в сербский парламент. Победу на них одержала правящая Социалистическая партия Сербии (ранее Союз коммунистов Сербии) во главе со Слободаном Милошевичем, занявшая 194 места из 250. Председателем парламента был избран Слободан Ункович, а председателем правительства — Драгутин Зеленович. Также в выборах участвовали Сербское движение обновления Вука Драшковича, Ассоциация югославской демократической инициативы и Союз реформистских сил Ивана Джурича, Партия демократического действия Санджака Сулеймана Углянина, Югославский блок, Альянс сербов в мире, Партия зелёных, Социал-демократическая партия Югославии, Либеральная партия, Движение по защите прав человека Томислава Крсмановича и ряд других. Из всех этих партий по сей день существуют только Социалистическая, Движение обновления и Партия демократического действия Санджака.
Все 1990-е годы в политической жизни Сербии доминировала Социалистическая партия Сербии. На досрочных выборах в декабре 1992 и 1993 годов побеждали социалисты. Для того чтобы получить большинство на выборах в сентябре 1997 года Социалистической партии пришлось сформировать коалицию с марксистами из Югославской левицы и либералами из Новой демократии.
Десятилетнее доминирование социалистов закончилось в октябре 2000 года, после того как в ходе Бульдозерной революции Слободан Милошевич был низложен с поста президента Югославии. После этого ситуация в Сербии сильно изменилась. 23 декабря 2000 года состоялись досрочные выборы в парламент. Победу на них впервые в истории современной Сербии одержала демократическая оппозиция, получив 176 депутатских мест из 250. Председателем Скупщины стал Драган Маршичанин, а премьером — Зоран Джинджич. На досрочных выборах в Скупщину Сербии в декабре 2003 года больше всего депутатских мест (82 из 250) заняли ультранационалисты из Сербской радикальной партии во главе с Воиславом Шешелем. Не найдя союзников радикалы не смогли воспользоваться плодами победы. Председателем парламента остался Маршичанин (позже его заменил Предраг Маркович), а председателем правительства Сербии был избран Воислав Коштуница, лидер Демократической партии Сербии. На досрочных выборах в январе 2007 года вновь больше всего мандатов получила Сербская радикальная партия, но и в этот раз она осталась в меньшинстве. Радикалам в конце концов удалось добиться избрания председателем скупщины своего лидера Томислава Николича, однако позже он был снят с этой должности. В то же время правительство Сербии вновь возглавил Коштуница.
После того, как из-за разногласий по вопросу Косово распалось коалиционное правительство Коштуницы и Бориса Тадича (Демократическая партия), в мае 2008 года в Сербии прошли досрочные парламентские выборы. Победу на них одержал блок «За Европейскую Сербию» (Демократическая партия Тадича и «G17+»). После долгих переговоров демократы Тадича сумели составить коалицию с бывшими непримиримыми врагами, социалистами. Это оказалось сенсацией, так как более вероятной казалась антизападная коалиция демократов Коштуницы, радикалов Николича и социалистов. На очередных парламентских выборах 2012 года ситуация в Сербии вновь изменилась. На них победила коалиция «Сдвинем Сербию» во главе с Томиславом Николичем, к тому времени покинувшем Радикальную партию и создавшим консервативную Сербскую прогрессивную партию. Чтобы сформировать правительство Николичу пришлось создавать коалицию с социалистами и их союзниками из Партии объединённых пенсионеров Сербии и «Единой Сербии», отдав пост премьера лидеру социалистов Ивице Дачичу.
Рост популярности Прогрессивной партии привёл к досрочным выборам 2014 года. Как и ожидалось, победу на них одержал блок «Мы верим в будущее», в который вошли Сербская прогрессивная партия, Социал-демократическая партия Сербия, «Новая Сербия», Сербское движение обновления и Движение социалистов. Новым премьер-министром стал лидер Прогрессивной партии Александр Вучич. Следующие выборы прошли уже через два года из-за разногласий между двумя главными проправительственными партиями — социалистами Ивицы Дачича и прогрессистами Александра Вучича. На них победу одержала коалиция «Сербия побеждает», возглавляемая действующим премьер-министром Вучичем, заоевав 131 место из 250. На выборах 2020 года убедительную победу завоевали прогрессисты Вучича, получив 188 мест из 250. Досрочные выборы 2022 года партия Вучича впервые с 2014 года не получила большинства мест в Скупщине и ей пришлось формировать коалиционное правительство, в которое вошли социалисты и представители ряда других партий.

## Зарегистрированные политические партии

### Партии, представленные в парламенте
В таблице указаны партии представленные в Скупщине по итогам выборов 2022 года.
| Название | Название                                      | Оригинальное название                                                                                 | Коалиция                    | Идеология                                                                                        | Лидер                          | Скупщина  | Членство       | Интернационал | Основана         |
|          | Сербская прогрессивная партия                 | серб. Српска напредна странка, СНС                                                                    | «Блок Вучича»               | Правый центр Консерватизм Проевропеизм Популизм                                                  | Александр Вучич                | 95 из 250 | 300 000 (2012) | МДС, ЕНП      | 21 октября 2008  |
|          | Социалистическая партия Сербии                | серб. Социјалистичка партија Србије, СПС                                                              | Блок Ивицы Дачича           | Левый центр Демократический социализм проевропеизм Ранее: посткоммунизм сербский национализм     | Ивица Дачич                    | 22 из 250 | 120 000 (2012) |               | 17 июля 1990     |
|          | Народная партия                               | серб. Народна странка, НС                                                                             | Единство ради победы Сербии | Правый центр либеральный консерватизм                                                            | Вук Еремич                     | 12 из 250 |                |               | 22 октября 2017  |
|          | Партия свободы и справедливости               | серб. Странка слободе и правде, ССР                                                                   | Единство ради победы Сербии | Левый центр социал-демократия                                                                    | Драган Джилас                  | 10 из 250 |                |               | 19 апреля 2019   |
|          | Демократическая партия                        | серб. Демократска странка, ДC                                                                         | Единство ради победы Сербии | Левый центр Социал-демократия Третий путь Социальный либерализм Проевропеизм                     | Зоран Лутовац                  | 10 из 250 | 18 359 (2016)  | ПА, ПЕС       | 3 февраля 1990   |
|          | Сербская партия «Заветники»                   | серб. Српска странка Заветници, ССЗ                                                                   |                             | Ультраправые ультранационализм социальный консерватизм                                           | Милица Джурджевич-Стаменковски | 8 из 250  |                |               | 15 февраля 2012  |
|          | «Вместе»                                      | серб. Заједно, З                                                                                      | «Мы должны»                 | Левые                                                                                            | Коллективное руководство       | 8 из 250  |                |               | 11 июня 2022     |
|          | «Единая Сербия»                               | серб. Јединствена Србија, ЈС                                                                          | Блок Ивицы Дачича           | Правые национал-консерватизм популизм                                                            | Драган Маркович                | 8 из 250  | 80 000 (2012)  |               | 15 февраля 2004  |
|          | Движение за восстановление Королевства Сербия | серб. Покрет обнове Краљевине Србије, ПОКС                                                            | НаДА                        | Правые монархизм национал-консерватизм                                                           | Воислав Михаилович             | 7 из 250  |                |               | 3 июня 2017      |
|          | Новая демократическая партия Сербии           | серб. Нова демократска странка Србије, НДСС                                                           | НаДА                        | Правые национал-консерватизм                                                                     | Милош Йованович                | 7 из 250  |                |               | 26 июля 1992     |
|          | Социал-демократическая партия Сербии          | серб. Социјалдемократска партија Србије, СДПС                                                         | Блок Вучича                 | Левый центр социал-демократия социальный либерализм                                              | Расим Ляйич                    | 7 из 250  | 50 000 (2012)  | СИ            | 18 октября 2008  |
|          | Движение «Двери српске»                       | серб. Српски покрет двери, ДВЕРИ                                                                      | ДВЕРИ—ПОКС                  | Правые социальный консерватизм антиглобализм национализм евроскептицизм                          | Бошко Обрадович                | 6 из 250  |                | ВКС           | 27 января 1999   |
|          | Партия объединённых пенсионеров Сербии        | серб. Партија уједињених пензионера Србије, ПУПС                                                      | Блок Вучича                 | Левый центр социал-демократия демократический социализм интересы пенсионеров социал-консерватизм | Милан Кркобабич                | 6 из 250  | 100 000 (2015) |               | 10 мая 2005      |
|          | Альянс воеводинских венгров                   | венг. Vajdasági Magyar Szövetség, VMSZ) серб. Савез војвођанских Мађара, СВМ                          |                             | Правый центр Регионализм защита интересов венгерского меньшинства консерватизм                   | Иштван Пастор                  | 5 из 250  | —              | ЕНП, ЦДИ      | 18 июня 1994     |
|          | «Не душим Белград»                            | серб. Не давимо Београд, НДБ                                                                          | «Мы должны»                 | Левые зелёная политика прогрессивизм                                                             | Коллективное руководство       | 5 из 250  |                | ЕПЗ, ПИ       | Октябрь 2022     |
|          | «За Королевство Сербия»                       | серб. За Краљевине Србије, ЗКС                                                                        | ДВЕРИ—ПОКС                  | Правые монархизм консерватизм                                                                    | Жика Гойкович                  | 4 из 250  |                |               | 2022             |
|          | «Партия справедливости и примирения»          | серб. Странка правде и помирења, СПП                                                                  | ДСХВ—СПП—ОКП                | Защита интересов сербских босняков исламизм консерватизм                                         | Усаме Зукорлич                 | 3 из 250  |                |               | 2010             |
|          | Движение свободных граждан                    | серб. Покрет слободних грађана, ПСГ                                                                   | Единство ради победы Сербии | Центр либерализм социальный либерализм                                                           | Павле Грбович                  | 3 из 250  |                | АЛДЕ, ЛИ      | 21 мая 2017      |
|          | Движение «Сила Сербии»                        | серб. Покрет снага Србије, ПСС                                                                        | Блок Вучича                 | Правый центр консерватизм популизм                                                               | Боголюб Карич                  | 3 из 250  |                |               | 20 мая 2004      |
|          | Движение социалистов                          | серб. Покрет социјалиста, ПС                                                                          | Блок Вучича                 | Левые левый национализм социальный консерватизм                                                  | Боян Торбица                   | 2 из 250  |                |               | 7 августа 2008   |
|          | Партия демократического действия Санджака     | босн. Stranka Demokratske Akcije Sandžaka, SDAS серб. Странка Демократске Акције Санџака, СДА Санџака |                             | Правые защита интересов боснийского меньшинства автономизм                                       | Сулейман Углянин               | 2 из 250  |                |               | 29 июля 1990     |
|          | Сербская народная партия                      | серб. Српска народна партија, СНП                                                                     | Блок Вучича                 | Правые социальный консерватизм правый популизм                                                   | Ненад Попович                  | 2 из 250  |                |               | 21 сентября 2014 |
|          | Сербское движение обновления                  | серб. Српски покрет обнове, СПО                                                                       | Блок Вучича                 | Правый центр монархизм либерализм экономический либерализм                                       | Вук Драшкович                  | 2 из 250  | 70 000 (2012)  | ММК           | 14 марта 1990    |
|          | Лучшая Сербия                                 | серб. Боља Србија, БС                                                                                 | Блок Вучича                 | Правые национал-консерватизм аграризм                                                            | Драган Йованович               | 1 из 250  |                |               | 24 июля 2017     |
|          | Демократический союз хорватов Воеводины       | хорв. Demokratski savez Hrvata u Vojvodini, DSHV серб. Демократски савез Хрвата у Војводини, ДСХВ     | Воеводинская коалиция       | Защита интересов хорватского меньшинства автономизм                                              | Томислав Жигманов              | 1 из 250  |                |               | 15 июля 1990     |
|          | Отечество                                     | серб. Отаџбина                                                                                        | Единство ради победы Сербии | Правые защита сербов Косово национал-консерватизм                                                | Славиша Ристич                 | 1 из 250  |                |               | 19 января 2017   |
|          | Зелёные Сербии                                | серб. Зелени Србије, ЗС                                                                               | Блок Ивицы Дачича           | Левый центр зелёная политика социал-демократия                                                   | Иван Карич                     | 1 из 250  |                |               | 14 сентября 2007 |
|          | «Движение за разворот»                        | серб. Покрет за преокрет, ПЗП                                                                         | Единство ради победы Сербии | Левый центр социал-демократия                                                                    | Янко Веселинович               | 1 из 250  |                |               | 2015             |
|          | Партия за демократические действия            | алб. Partia për veprim demokratik, PVD серб. Партија за демократско деловање, ПДД                     |                             | Правый центр защита интересов албанского меньшинства Регионализм                                 | Шаип Камбери                   | 1 из 250  |                |               | 19 Август 1990   |
|          | Народная крестьянская партия                  | серб. Народна сељачка странка, НСС                                                                    | Блок Вучича                 | Правые аграризм консерватизм                                                                     | Марьян Ристичевич              | 1 из 250  |                |               | 20 мая 1990      |
|          | Пути назад нет — позади Сербия                | серб. Нема назад — Иза је Србија (скраћено НН—ИЈС                                                     | НаДА                        | Правые национал-консерватизм милитаризм права ветеранов русофилия                                | Александар Еркович             | 1 из 131  |                |               | 22 января 2022   |
|          | Вместе за Воеводину                           | серб. Заједно за Војводину, ЗЗВ                                                                       | Воеводинская коалиция       | Левый центр социал-демократия Регионализм автономизм                                             | Олена Папуга                   | 1 из 131  |                |               |                  |
|          | Объединённая крестьянская партия              | серб. Уједињена сељачка странка, УСС                                                                  | Блок Вучича                 | Левый центр аграризм популизм                                                                    | Милия Милетич                  | 1 из 250  |                |               | 15 февраля 2000  |
|          | Объединённые профсоюзы Сербии «Слога»         | серб. Удружени синдикати Србије „Слога”, УСС „Слога”                                                  | Единство ради победы Сербии | Левые лейборизм антинеолиберализм                                                                | Желько Веселинович             | 1 из 131  |                |               | 2008             |

1. ↑  Создана в результате слияния Союза коммунистов Сербии и Социалистического союза трудового народа Сербии
2. ↑  Создана сторонниками Вука Еремича на базе Народного движения Сербии Мирослава Алексича
3. ↑  Создана сторонниками Драгана Джиласа на базе Зелёной экологической партии и Сербских левых
4. ↑  Создана в результате раскола Сербской радикальной партии
5. ↑  Создана в результате объединения партий «Вместе за Сербию», Экологическое восстание и Ассамблея свободной Сербии
6. ↑  Основана после раскола в Сербском движении обновления
7. ↑  Основана на базе националистической фракции Демократической партии, переименована в мае 2022 года
8. ↑  Создано как массовое движение в защиту Белграда и горожан, реорганизовано в политическую партию в октябре 2022 года
9. ↑  Создано бывшим президентом Движения за восстановление Королевства Сербия
10. ↑  Создана бывшим председателем «Новая Сербия»
11. ↑  Создана в Северной Митровице членами Демократической партии, Сербской прогрессивной партии и Социалистической партии Сербии
12. ↑  Создана генералом и политиком-радикалом Божидаром Деличом

### Партии, не представленные в парламенте
- Сербская радикальная партия (серб. Српска радикална странка, СРС; 1991). Ультраправые; ультранационализм, социальный консерватизм, Великая Сербия, русофильство. Основатель и лидер — Воислав Шешель. В 2013 году насчитывала 80 000 членов. В 2000-х годах была ведущей партии Сербии, но так и не смогла прийти к власти из-за отказа других партий с ней сотрудничать. Пережив ряд расколов, растеряла свою популярность. По итогам выборов 2022 года впервые в своей истории
- «Достаточно» (серб. Доста је било, ДЈБ; 2014). Правые, суверенизм, правый популизм, евроскептицизм, антиглобализм, анти-имиграция. Лидер — Саша Радулович. В 2016 году насчитывала 3400 членов. Входит в АЕКР.
- «Новая Сербия» (серб. Нова Србија, НС; 1998). Правые, правый популизм, социальный консерватизм. Лидер — Велимир Илич. Была создана в результате раскола Сербского движения обновления. В 2012 году насчитывала 90 000 членов.
- Лига социал-демократов Воеводины (серб. Лига социјалдемократа Војводине, ЛСВ; 1990). Левый центр, автономизм, социал-демократия. Лидер — Боян Костреш. В 2012 году насчитывала 22 000 членов. Входит в ЕСА.
- Новая партия — Д2СП (серб. Нова - Д2СП; 2012). Центризм, либерализм, экономический либерализм, социальный либерализм, проевропеизм, атлантизм. Была создана как Новая партия политиком, экономистом и предпринимателем Зораном Живковичем, соратником Зорана Джинджича и 7-м премьер-министром Сербии (2003—2004). В 2022 году партия объединилась с центристским движением Д2СП экономиста и бизнесмена Владимира Ковачевича.
- Новая коммунистическая партия Югославии (серб. Нова комунистичка партија Југославије; 1990). Создана под названием Новое коммунистическое движение Югославии. Переименована в 1995 году. Марксизм-ленинизм, антиревизионизм (сталинизм), последовательные противники титоизма, выступает за восстановление СФРЮ (югославизм). Выборы обычно бойкотирует. Лидеры — Батрич Мийович и Александар Баньянац.
- Экологическое движение Нови-Сад (серб. Еколошки покрет Нови Сад; 1990). Защита окружающей среды и духовного наследия Сербии, демократический социализм, евроскептицизм. Лидер — Никола Алексич.
- Реформисты Воеводины (серб. Реформисти Војводине, РВ; 1992). Создано как отделение Альянса реформаторских сил Югославии. В 1992 году преобразовано в Реформистскую демократическую партию Воеводины, современное название с 2000 года. Автономизм, регионализм, социал-демократия. Лидер — Неделько Шливанац.
- Партия труда (серб. Партиja радa; 1992). Основана группой левых радикалов во главе с политзаключенным и антиревизионистом Владо Дапчевичем. Революционный коммунизм, марксизм-ленинизм, интернационализм, антимилитаризм, антифашизм и антиимпериализм. Участвует в Международной координации революционных партий и организаций.
- Воеводинский клуб (серб. Војвођански Клуб, ВК; 1992). Лидер — Джордже Суботич.
- Социал-демократический союз (серб. Социјалдемократска унија, СДУ; 1998—2002; 2003). Создан в результате раскола Гражданского альянса Сербии. Левый центр, социал-демократия, социальный либерализм. В 2002 году вместе с партией «Социал-демократия» организовала Социал-демократическую партию, но уже в 2003 году была восстановлена. Лидер — Жарко Корач.
- «Воеводинская партия» (серб. Војвођанска партија; 2005). Образована путём слияния нескольких автономистских организаций и группы бывших членов Лиги социал-демократов Воеводины. Левые, регионализм, децентрализация, автономизм, проевропеизм, социальная справедливость. Лидер — Александр Одзич.
- Либерально-демократическая партия (серб. Либерално-демократска партија, ЛДП; 2005). Основана после раскола Демократической партии. Либерализм, демократия, евроинтеграция, атлантизм, признаёт независимость Косово. Лидер — Чедомир Йованович. Входит в Альянс либералов и демократов за Европу.
- Социал-демократическое движение (серб. Социјалдемократски покрет, СП; 2005). Лидер — Драгутин Станойлович.
- Реформистская партия (серб. Реформистичка странка; 2006). Левые, социализм, децентрализация. Лидер — Александр Вишнич. Принято решение об объединении с Республиканской партией.
- «Объединённые пенсионеры и социальная справедливость» (серб. Удружени пензионери и социјална правда, УПИСП; 2007). Социализм, социальная справедливость, прямая демократия. Лидер — Ярослава Богичевич.
- «Социальная справедливость» (серб. Социјална правда; 2007). Лидер — Ярослава Богичевич.
- Зелёная экологическая партия — Зелёные (серб. Зелена еколошка партија - Зелени; 2008). Лидер — Митхат Нокич.
- Движение «Коммунисты Сербии» — Движение «Коммунисты Суботицы» (серб. Покрет - Комунисти Србије — Покрет - Комунисти Суботице; 2008). Лидеры — Светозар Марканович и Миклош Надь.
- Народная партия (серб. Народна партија; 2009). Создана сторонниками Майи Гойкович, исключённой из Сербской радикальной партии. Правый центр, национализм, децентрализация, проевропеизм. Лидер — Небойша Корач.
- Движение ветеранов Сербии (серб. Покрет ветерана Србије, ПВС; 2009). Защита интересов ветеранов и инвалидов войн, социальная справедливость, сохранение национальной идентичности, культурного и духовного наследия, евроскептицизм. Лидер — Саша Дуйович.
- Коммунистическая партия (серб. Комунистичка партија; 2010). Создана в результате слияния Новой коммунистической партии Сербии и Социал-демократической партии Воеводины. Ультралевые, коммунизм, марксизм-ленинизм, титоизм. Лидер — Иосип Броз Йошка.
- ПУЛЬС Сербия (серб. Покрет удружених самоуправа Србије, ПУЛС Србија; 2010). Лидер — Любиш Йовашевич.
- «Богатая Сербия — движение фермеров и предпринимателей» (серб. Богата Србија - покрет пољопривредника и привредника; 2011). Создано в результате раскола Объединённой крестьянской партии. Экология, аграрианизм, европеизм. Лидер — Захария Трнавчевич.
- Движение за развитие Сербии (серб. Покрет за развој Србије, ПРС; 2011). Лидер — Миля Драгич.
- Движение рабочих и крестьян (серб. Покрет радника и сељака, ПРС; 2011). Посткоммунизм, социализм, социальный консерватизм, евроскептицизм, национализм. Лидер — Зоран Драгишич.
- Социал-демократический альянс (серб. Социјалдемократски савез, СДС; 2011). Левый центр, социал-демократия, демократический социализм, проевропеизм, нейтральность. Лидер — Небойша Лекович.
- Сербская демократическая партия (серб. Српска демократска странка; 2011). Правые, «Великая Сербия», национализм, евроскептицизм, национальный консерватизм, социальный консерватизм, русофильство, антиглобализм. Лидер — Бранислав Швонья.
- Сербская монархическая партия «Сербская гармония» (серб. Српска монархистичка странка Српска слога; 2011). Основана бывшими членами Сербского движения обновления. Правые, монархизм, традиционализм, гражданское общество, проевропеизм. Лидер — Любомир Симич.
- НС Блок (серб. НС Блок; 2011). Лидер — Саша Игич.
- «Активная Сербия» (серб. Активна Србија; 2012). Лидер — Душан Янич.
- Коммунистическое движение Сербии (серб. Комунистички покрет Србије, КПС); 2012). Лидеры — Воислав Радоевич, Ивица Костелич.
- Новая социал-демократия Сербии (серб. Нова социјалдемократија Србије, НСД Србије; 2012). Лидер — Душан Янич.
- Группа граждан — Движение за Кралево (серб. Група грађана - Покрет за Краљево; 2012). Лидер — Владимир Пайович.
- Объединённые регионы Сербии (серб. Уједињени региони Србије, УРС; 2013). Создана в 2010 году бывшим лидером партии «G17+» Младжаном Динкичем как коалиция. Правый центр, регионализм, децентрализация, либеральный консерватизм. Лидер — Младжан Динкич. Входит в Международный демократический союз, ассоциированный член Европейской народной партии.
- Коммунистическое движение Республики Сербии (серб. Комунистички покрет Републике Србије, КПРС; 2013). Создано при участии ряда членов Социалистической партии Сербии и Движения социалистов. Коммунизм, марксизм-ленинизм, социализм, прямая демократия. Лидер — Тодор Павлов. Кандидат на вступление в Международное коммунистическое движение.
- Коммунистическая партия Югославии (серб. Комунистичка партија Југославије, КПЈ; 2013). Считает себя преемником Союза коммунистов Югославии. Марксизм, марксизм-ленинизм, коммунизм, титоизм, самоуправление трудящихся, югославизм, неприсоединение. Лидер — Тодор Павлов.
- Ассамблея сербского единства (серб. Сабор српског јединства, CCJ; 2013). Создана группой членов Сербской прогрессивной партии, недовольных политикой её руководства в отношении Косово и ЕС. Консерватизм, национализм. Лидер — Борислав Пелевич.
- «Третья Сербия» (серб. Трећа Србија; 2013). Организовано в результате раскола Движения «Двери српске». «Активный патриотизм». Лидер — Александр Протич.
- Республиканская партия (серб. Републиканска партија; 2014). Создана группой членов Сербской прогрессивной партии. Лидеры — Никола Сандулович и Владимир Цвиян.
- «Вот и всё — Перезагрузка» (серб. Доста је било - Рестарт, ДЈБ - Рестарт; 2014). Лидер — Саша Радулович.

### Партии этнических меньшинств, не представленные в парламенте
Партии албанцев Сербии:
- Демократическая партия албанцев (серб. Демократска партија, ДП; алб. Partia demokratike; 1990). Зейнел. Лидер — Рагми Мустафа.
- Демократический союз Долины (серб. Демократска Унија Долине, ДУД; алб. Bashkimi Demokratik i Luginës, BDL; 2003). Прешево. Лидер — Скендер Дестани.
- Движение за демократический прогресс (серб. Покрет за демократски прогрес, ПДП; алб. Lëvizja e Progresit Demokratik, LPD; 2005). Буяновац. Лидер — Аднан Салихи.
- Демократический союз албанцев (серб. Демократска унија Албанаца, ДУА; алб. Unioni demokratik Shqiptar, UDSH; 2007). Буяновац. Лидер — Адем Хасани.
- Демократическая партия (серб. Демократска партија, ДП; алб. Partia demokratike; 2011). Буяновац. Лидер — Нагип Арифи.

Партии болгар Сербии:
- Демократическая партия болгар (серб. Демократска партија Бугара, ДПБ; болг. Демократическа партия на българите; 2007). Димитровград. Лидер — Ангел Иосифов.
- Демократический союз болгар (серб. Демократски савез Бугара, ДСБ; болг. Демократичен съюз на българите; 2007). Босилеград. Лидер — Драголюб Иванчов.
- Партия болгар Сербии (серб. Партија Бугара Србије, ПСБ; болг. Партия на българите в Сърбия; 2007). Димитровград. Лидер — Драголюб Нотев.
- Болгарское движение Сербии (серб. Бугарски покрет Србије, БПС; болг. Българското движение Сърбия; 2009). Нови-Сад. Президент и основатель — Тодор Павлов. 9000 членов. Левый центр, защита культурного наследия и интересов болгар в Сербии, социализм, прямая демократия, против членства Сербии в Евросоюзе и НАТО. 39 мест из 6612 в местных собраниях.

Партии боснийцев Сербии:
- Санджакская демократическая партия (серб. Санџачка демократска партија, СДП; босн. Sandžačka demokratska partija, SDP; 1996). Основана в результате раскола Партии демократического действия Санджака. Нови Пазар. Лидер — Резад Ходжич. 3 места из 6612 в местных собраниях.
- Боснийская демократическая партия Санджака (серб. Бошњачка демократска странка Санџака, БДСС; босн. Bošnjačka demokratska stranka Sandžaka, BDSS; 1996). Тутин. Лидер — Эсад Джуджевич.
- Демократическая партия Санджака (серб. Демократска партија Санџака, ДСП; босн. Demokratska partija Sandžaka, DSP; 2007). Приеполе. Лидер — Зулкефил Садович.
- Боснийское демократическое сообщество (серб. Бошњачка демократска заједница, БДЗ; босн. Bošnjačka demokratska zajednica, BDZ; 2010). Нови Пазар. Эмир Элфич.
- Боснийская народная партия (серб. Бошњачка народна странка, БНС; босн. Bošnjačka narodna stranka, BNS; 2012). Нови Пазар. Муго Мукович.
- Боснийское демократическое сообщество Санджака (серб. Бошњачка демократска заједница Санџака, БДЗС; босн. Bošnjačka demokratska zajednica Sančaka, BDZS; 2013). Нови Пазар. Лидер — Адмир Муратович.
- Народное движение Санджака (серб. Народни покрет Санџака, НСП; босн. Narodni pokret Sandžaka, NPS; 1999). Нови Пазар. Лидер — Джемал Сульевич.
- Реформисты Санджака (серб. Реформисти Санџака, РС; босн. Reformisti Sandžaka; 2003). Нови Пазар. Лидер — Зекирия Дугопольац.
- Санджакская альтернатива (серб. Санџачка алтернатива, СА; босн. Sandžačka alternativa; 2003). Нови Пазар. Лидер — Тарик Имамович.
- Санджакская народная партия (серб. Санџачка народна партија, СНП; 2009). Нови Пазар. Лидер — Мирсад Джерлек.
- Санджакская Рашская партия (серб. Санџачко Рашка Партија, СРП; 2009). Белград. Лидер — Исмет Авдулович.
- Партия для Санджака (серб. Странка за Санџак, СЗС; 2001). Нови-Сад. Лидер — Февзийя Мурич.

Партии буневцев Сербии:
- Буневская партия (серб. Буњевачка странка, БС; 2012). Суботица. Лидер — Срджан Эветович.
- Буневская партия Воеводины (серб. Буњевачка странка Војводине, БСВ; 2007). Суботица. Лидер — Бранко Францишкович.
- Альянс буневцев Бачки (серб. Савез бачких Буњеваца, СББ; 2007). Суботица. Лидер — Мирко Байич.

Партии венгров Сербии:
- Демократическое сообщество воеводинских венгров (серб. Демократска заједница војвођанских Мађара, ДЗВМ; венг. Vajdasági Magyarok Demokratikus Közössége, VMDK; 1990). Бечей. Лидер — Пал Шандор.
- Демократическая партия воеводинских венгров (серб. Демократска странка војвођанских Мађара, ДСВМ; венг. Vajdasági Magyar Demokrata Párt, VMDP; 1997). Темерин. Лидер — Андраш Агоштон.
- Гражданский альянс венгров (серб. Грађански савез Мађара, ГСМ; венг. Magyar polgári szövetség, MPSZ; 2006). Венгрия. Сента. Лидер — Ласло Rac Сабо.
- Движение венгерской надежды (серб. Покрет мађарске наде, ПМН; венг. Magyar Remény Mozgalom, MRM; 2009). Суботица. Лидер — Ласло Балинт.
- Партия венгерского единства (серб. Странка мађарског јединства, СМЈ; венг. Magyar Egység Párt, MER; 2012). Бечей. Лидер — Золтан Смиешко.

Партии влахов Сербии:
- Влашская народная партия (серб. Влашка народна странка, ВНС; влаш. Partia neamului rumânesc; 2004). Бор. Ранее называлась Влашская демократическая партия Сербии (серб. Влашка демократска странка Србије, ВДСС). Лидер — Предраг Балашевич.
- Влашская демократическая партия (серб. Влашка демократска странка, ВДС; 2008). Неготин. Лидер — Синиша Челоджевич.
- «Ни один из представленных вариантов ответа» (серб. Ниједан од понуђених одговора, НОПО; 2010). Белград. Создана первоначально в 2008 году как партия недовольных всеми существующими политиками.[3] После лишения регистрации возродилась как партия этнического меньшинства. В то же время на выборах 2012 года влахи даже не упоминались в избирательной программе партии.[4] Центризм, прямая демократия, «третий путь», либерализм. Лидер — Никола Тулимирович.

Партии горанцев Сербии:
- Гражданская инициатива горанцев (серб. Грађанска иницијатива Горанаца, ГИГ; 2001). Белград. Лидер — Орхан Драгаш.

Партии греков Сербии:
- Демократическая левица Сербии — партия греческого меньшинства в Сербии (серб. Демократска левица Србије — Странка националне мањине грка у Србије; 2013). Чуприя. Лидер — Кристос Алексопулос.

Партии македонцев Сербии:
- Демократическая партия македонцев (серб. Демократска партија Македонаца, ДПМ; макед. Демократска партија на македонците; 2004). Панчево. Лидер — Миле Спировски.

Партии румын Сербии:
- Демократическое движение румын Сербии (серб. Демократски покрет Румуна Србије, ДПРС; рум. Bashkimi Demokratik i Luginës; 1991). Зайечар. Лидер — Димитрие Крачунович.
- Альянс воеводинских румын (серб. Алијанса војвођанских Румуна, АВР; рум. Alianța romănilor din Voivodina; 2002). Нови-Сад. Лидер — Виорел Беса.
- Румынская партия (серб. Румунска странка, РС; рум. Partidul romăn, PR; 2002). Вршац. Лидер — Йон Сфера.

Партии паннонских русинов Сербии:
- Русинская демократическая партия (серб. Русинска демократска странка, РДС; русин. Руска демократична странка; 2006). Сремска-Митровица. Лидер — Мирослав Бесерменьи.
- «Вместе за Воеводину» (серб. Заједно за Војводину, ЗзВ; 2011). Руски Крстур (Кула). Лидер — Елена Папуга.

Партии русских Сербии:
- Партия русских Сербии (серб. Странка Руса Србије, РУС; 2012). Белград. 5000 членов. Левый центр, русофильство, социал-демократия, европеизм, социальный либерализм, регионализм, социализм, выступает за полноправное членство Сербии в Евросоюзе с одновременным укреплением сотрудничества с Россией, против вступления в НАТО, но за сотрудничество с блоком в рамках программы «Партнёрство ради мира». Лидер — Драган Цветкович. 5 мест из 6612 в местных собраниях.
- Русская партия (серб. Руска странка, РС; 2013). Шабац. 9000 членов. Правый центр, русофильство, социальный консерватизм, евроскептицизм, антиглобализм, сербский национализм, сербский социализм, вступление Сербии в Евразийский союз и ОДКБ. Лидер — Слободан Николич. 39 мест из 6612 в местных собраниях.

Партии словаков Сербии:
- Словацкая партия (серб. Словачка странка; словен. Slovenska strana; 2008). Падина. Лидер — Йан Паул.
- Партия воеводинских словаков (серб. Странка Војвођанских Словака, СВС; словен. Strana Vojvodinských Slovákov; 2010). Бачки Петровац. Лидер — Стефан Хрудим.
- Словацкая демократическая партия (серб. Словачка демократска странка, СДС; словен. Slovenská demokratická strana, SDS; 2013). Нови Сад. Лидер — Иван Ферко.

Партии хорватов Сербии:
- Демократический альянс хорватов в Воеводине (серб. Демократски савез Хрвата у Војводини, ДСХВ; хорв. Demokratski savez Hrvata u Vojvodini; 1990. Суботица. Лидер — Петар Кунтич.
- Демократическое сообщество хорватов (серб. Демократска заједница Хрвата, ДЗХ; 2007). Суботица. Лидер — Джордже Чович.

Партии цыган (самоназвание — рома) Сербии:
- Ромская партия (серб. Ромская партија, РП; 2003). Ковачица. Лидер — Срджан Шайн.
- Ромская демократическая партия (серб. Ромска демократска странка, РДП; 2004). Нови-Сад. Лидер — Томислав Бокан.
- Объединённая ромская партия (серб. Уједињена партија Рома, УПР; цыг. Jekutni Partija Romani; 2005). Буяновац. Лидер — Рамадан Демирович.
- Ромская партия единства (серб. Ромска странка Јединство, РСЈ; 2007). Ниш. Лидер — Ферхат Саити.
- Демократическая левица рома (серб. Демократска левица Рома, ДЛР; цыг. Demokratikani levica e Rromendji; 2009). Белград. Лидер — Йован Дамьянович.
- Демократический союз цыган (серб. Демократска унија Рома, ДУР; 2012). Ниш. Лидер — Салих Саитович.

Партии черногорцев Сербии:
- Черногорская партия (серб. Црногорска партија, ЦП; 2008). Нови-Сад. Лидер — Ненад Стевович.

## Исторические партии
В список включены только партии действовавшие на территории Сербии после распада Югославии.
- Либерально-демократическая партия (серб. Либерално демократска странка; 1989—?). Организована как Либеральная партия, преемник одноимённой партии, основанной в 1858 году. Сменила название в 1997 году. Либерализм, монархизм.
- Народная радикальная партия (серб. Народна радикална странка; 1990—1991). Основана как преемник одноимённой крупнейшей исторической партии Сербии конца XIX—начала XX веков. Вошла в состав Сербской радикальной партии.
- Сербское народное обновление (серб. Српска народна обнова; 1990—1991). Создана Мирко Йовичем, Вуком Драшковичем и Воиславом Шешелем. После ряда расколов прекратила своё существование.
- Крестьянская партия Сербии (серб. Сељачка странка Србије; 1990—?). Правый центр. Участвовала в выборах 1990 (2 места) и 1992 годов в составе коалиции Демократическое движение Сербии (3 места). Позднее распущена.
- Либералы Сербии (серб. Либерали Србије; 1990—2010). Создана как Движение за Валево (серб. Покрет за Ваљево), вскоре переимовано в «Новую демократию» (серб. Нова демократија). В 1997—1998 годах была партнёром Соцпартии Сербии в коладиционном правительстве, в 2000 году присоединилась к Демократической оппозиции Сербии. Переименована в 2003 году.
- Сербская либеральная партия (серб. Српска либерална странка; 1991—2010). Основана академиками Николой Милошевичем и Коста Чавошки, одним из тринадцати инициаторов восстановления Демократической партии. Либерализм, монархизм.
- Гражданский альянс Сербии (серб. Грађански савез Србије; 1992—2007). Создан в результате слияния Республиканского клуба и сербского отделения партии Анте Марковича Союз реформистских сил. Влился в состав Либерально-демократической партии. Центризм, либерализм, социальный либерализм, проевропеизм, антинационализм, пацифизм. Входил в Либеральный интернационал и Альянс либералов и демократов за Европу.
- Партия сербского единства (серб. Странка Српског Јединства, CCJ; 1993—2007). Основана сербским политиком Желько Ражнатовичем, также известным под прозвищем «Аркан». Правые, консерватизм, сербский национализм, «Великая Сербия», выступала за единство сербского народа, сохранение целостности Сербии, в защиту традиций, семьи и кириллицы. Потерпев поражение на выборах 2003 года объединилась с Сербской радикальной партией.
- Югославская левица (серб. Југословенска левица; 1994—2003). Другое название — Югославская объединённая левица (серб. Југословенска удружена левица, ЈУЛ). Образована коалиция левых и коммунистических партий во главе с Союзом коммунистов — Движение за Югославию, преемником которого позже Югославская левица стала. Социализм, коммунизм, югославизм. Президент партии был Любиш Ристич, реально во главе стояла Миряна Маркович, жена Слободана Милошевича. В 1996—2000 годах входила в состав правящей коалиции в Сербии и СРЮ. После Бульдозерной революции и выборов 2000 года перестала быть существенным игроком политической сцены Сербии. Потерпев разгром на выборах 2003 года (0,09 % голосов), прекратила своё существование.
- Демократический центр (серб. Демократски центар; 1996—2004). Основан доктором Драголюбом Мичуновичем как неправительственная организация «Фонд „Центр за демократию“», но через несколько месяцев преобразован в партию. Объединился с Демократической партией.
- Демократическая альтернатива (серб. Демократска Алтернатива; 1997—2004). Создан группой бывших членов Социалистической партии Сербии во главе с Небойша Човичем. После провала на выборах 2003 года объединился с Социал-демократической партией. Социал-демократия.
- Социал-демократия (серб. Социјалдемократија, СД; 1997—2010). Основана доктором Вуком Обрадовичем, профессором Павичем Обрадовичем и Душаном Яничем. Один из основателей Альянса за перемены и Демократической оппозиции Сербии. Активно участвовала в Бульдозерной революции. После провалов на выборах 2002 и 2007 годов пришла в упадок.
- Христианско-демократическая партия Сербии (серб. Демохришћанска странка Србије, ДХСС; 1997—2017). Правый центр; христианская демократия, консервативный либерализм, проевропеизм, атлантизм. Возникла в результате раскола Демократической партии Сербии сторонниками скорейшего вступления страны в ЕС. Основателем и первым председателем партии был Владан Батич. После его смерти в 2010 году партию возглавила его дочь Ольгица Батич. В 2017 году объединилась с Движением за восстановление Королевства Сербия. Была наблюдателем в ЦДИ.
- Социал-демократическая партия (серб. Социјалдемократска партија; 2002—2009). Социал-демократия. Организована в результате объединения части партии Социал-демократия с Социал-демократическим союзом. Входила в коалицию Демократическая оппозиция Сербии (2002—2003). В выборах 2003 года участвовали в коалиции с G17+, получив 3 место в парламенте и один пост в правительство меньшинства Воислава Коштуницы. В 2004 году объединилась с Демократической альтернативой. Перешла в оппозицию в 2005 году. После поражения на выборах 2007 года пришла в упадок.
- G17+ (серб. Г17 плус; 2002—2013). Основана в 1997 году как неправительственная организация, в 2002 году зарегистрирована как политическая партия. Правый центр, либеральный консерватизм, экономический либерализм, проевропеизм. Входила в Международный демократический союз (наблюдатель) и Европейскую народную партию (ассоциированный член). Объединилась в партию Объединённые регионы Сербии.
- Социалистическая народная партия (серб. Социјалистичка народна странка; 2002—2010). Основана кандидатом в президенты на выборах 2002 года Браниславом Ивковичем, бывшим членом Соцпартии Сербии и экс-министром.
- Демократическая партия отечество (серб. Демократска странка отаџбина; 2003).
- Народная партия (серб. Народна Странка; 2003). В выборах 2003 года участвовала в состав Альянса национального единства вместе с Партией сербского единства, но неудачно.
- Народное движение «Отпор!» (серб. Народни покрет Отпор; 2003—2004). Создано в 1998 году как молодёжное протестное движение, добивавшееся свержения режима Милошевича. На пике своей деятельности объединяло более 70 000 активистов. После Бульдозерной революции быстро растеряло своё влияние. Трансформировалось в партию, но после провала на выборах 2003 года решило присоединиться к Демократической партии.
- Демократическое сообщество Сербии (серб. Демократска заједница Србије; 2005—?). Создано бывший министром здравоохранения Обреном Йоксимовичем, вышедшим из Демпартии. После неудачи на выборах 2007 года объединилась с Сербской радикальной партией.
- Сербское демократическое движение обновления (серб. Српски Демократски Покрет Обнове; 2005—2010). Образована после раскола Сербского движения обновления. Консерватизм, монархизм. Не участвовала в парламентских выборов 2008 года из-за конфликта между лидерами. Прекратила своё существование после принятия нового закона о политических партиях. Была членом Международной монархической конференции.
- Движение «Жить для Краины» (серб. Покрет „Живим за Крајину“; 2006—2013). Регионализм, децентрализация, охрана окружающей среды и здоровья человека, проевропеизм, социальный либерализм, экономический либерализм. Лидер — Боско Ничич.
- «Вместе за Шумадию» (серб. Заједно за Шумадијy; 2009—2013). Основана мэром Крагуеваца Веролюбом Стевановичом в результате объединения движения «Вместе за Крагуевац» и ряда политических партий и гражданских групп Центральной Сербии. Правый центр, либеральный консерватизм, децентрализация, экономическое возрождение, равенство регионов, евроатлантическая интеграция Сербии. Вступили в Объединённые регионы Сербии.